# Makah
Els makah són una fracció del poble Nuu-chah-nulth, tribu ameríndia de llengua wakash, reconeguda com a tribu independent pel govern dels EUA. Tenen una reserva a l'Estat de Washington, entre Neah Bay i l'estret de Juan de Fuca, i segons el cens dels EUA del 2000 són 2.488 individus. El gener del 1855 van signar un tractat amb el govern dels EUA pel qual se'ls concedia la reserva actual. D'aquesta manera, restarien separats políticament dels altres Nuu-chah-nulth, tot i que cultural i lingüísticament són pràcticament iguals.